# 米哈尔·巴林卡
米哈尔·巴林卡（捷克語：Michal Barinka，1984年6月12日—），捷克男子冰球运动员，场上位置是后卫。他曾代表捷克国家队参加2014年冬季奥林匹克运动会冰球比赛，获得第六名。